# Dibunostra
Dibunostra is een geslacht van hooiwagens uit de familie Manaosbiidae.
De wetenschappelijke naam Dibunostra is voor het eerst geldig gepubliceerd door Roewer in 1943. 

## Soorten
Dibunostra is monotypisch en omvat slechts de volgende soort:
- Dibunostra ypsilon